# Kaisers
Kaisers ist eine Gemeinde mit 72 Einwohnern (Stand 1. Jänner 2024)  im Bezirk Reutte in Tirol (Österreich). Die Gemeinde liegt im Gerichtsbezirk Reutte.

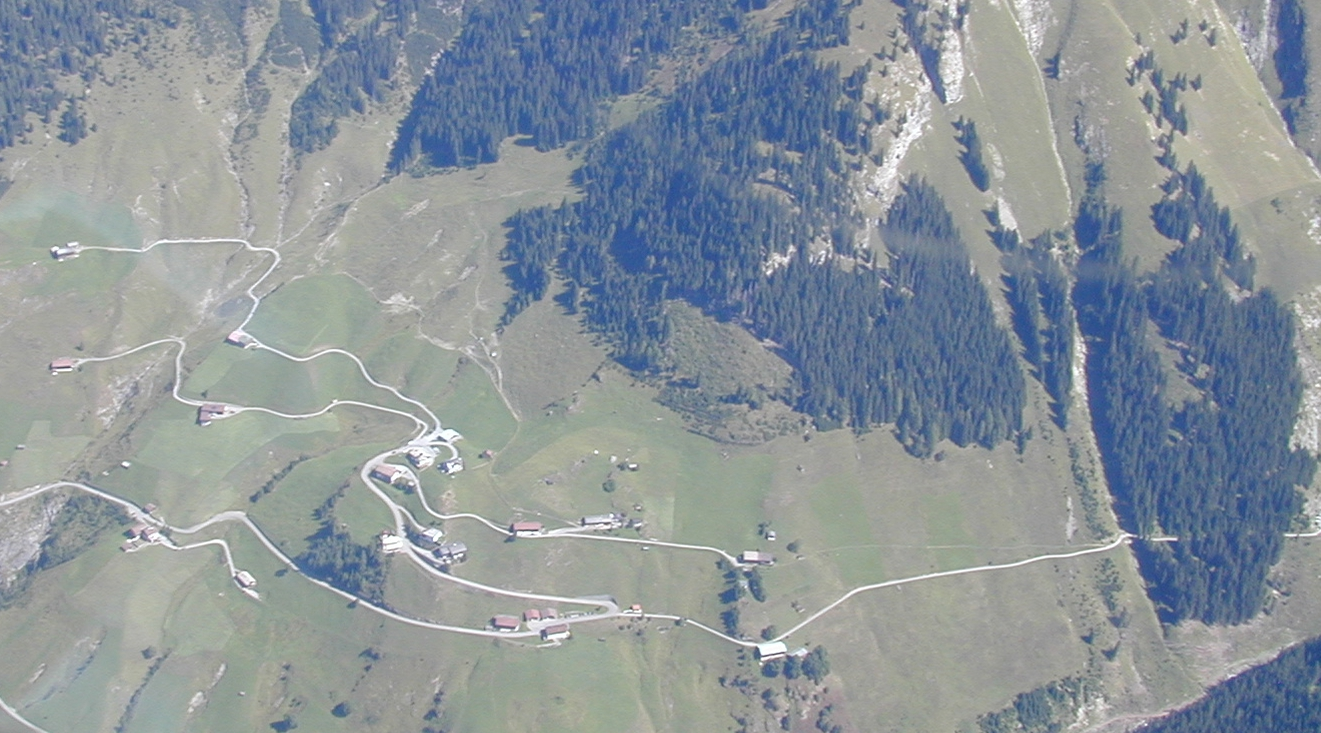
Luftaufnahme von Kaisers.

## Geografie
Die Gemeinde Kaisers liegt in einem südlichen Seitental des Lechtals und der Hauptort Kaisers liegt auf einer Höhe von 1518 m. Die Gemeinde besteht aus dem Dorf Kaisers, der Rotte Kienberg sowie mehreren Einzelhöfen und Alpen und ist mit einem Einwohner pro km² die am dünnsten besiedelte Gemeinde Österreichs.
Es befinden sich drei Täler im Gemeindegebiet. Südöstlich des Hauptortes Kaisers erstreckt sich das Kaisertal, in südwestlicher Richtung dehnt sich das Almajurtal aus. Beide Täler sind unbesiedelt und werden für die Viehwirtschaft genutzt. Das dritte Tal ist geographisch gänzlich separiert und liegt am Ende des Kaisertales jenseits der Vorderseespitze. Es ist das Alperschontal, das bei der Einöde Bergheim ins Madautal mündet.
Die Bäche, die die Täler entwässern, sind entsprechend der Kaiserbach, Almajurbach und der Alperschonbach.
Das Gebirge gehört zu den Lechtaler Alpen.

### Nachbargemeinden
| Steeg                                 | Holzgau, Bach                                | Zams (Bezirk Landeck) |
| Lech, Warth (Bundesland Vorarlberg)   | Kompassrose, die auf Nachbargemeinden zeigt  | Zams                  |
| St. Anton am Arlberg (Bezirk Landeck) | Pettneu am Arlberg, Flirsch (Bezirk Landeck) |                       |

## Geschichte
Der Name ist 1427 als Chaiser ersturkundlich im sogenannten Feuerstättenverzeichnis erwähnt. Der Name geht auf das Kaiserjoch zurück, denn Kaisers wurde im 13. Jahrhundert von Auswanderern aus dem Stanzertal gegründet, die über das Kaiserjoch kamen. Das Kaisertal und das Almajurtal gehörten darum noch bis 1938 zur Gemeinde Pettneu am Arlberg und somit zum Bezirk Landeck. Die Gemeinde Pettneu hat heute noch das Almrecht in Kaisers. Das Almajurtal ist 1656 als Albmjur erstgenannt. Der Name kommt von alpis maioris (‚größere Alm‘).
Im 15. Jahrhundert wurden Blei, Zink und Eisen abgebaut und am „Knappenboden“ verhüttet.
Eine Kapelle wird erstmals 1629 erwähnt, im Jahr 1641 wird diese neu erbaut. Wurden 1661 schon 156 Einwohner gezählt, so stieg diese Zahl auf den Höchststand von 207 im Jahr 1701. In dieser Zeit war Kaisers ein Teil der Mutterpfarre Holzgau, erhielt jedoch 1739 eine Kaplanei, die 1768 zu einer Expositur erweitert wurde. Im Jahr 1833 wurde die Kirche neu gebaut, brannte jedoch bald darauf nieder und wurde 1851 neu errichtet.

### Bevölkerungsentwicklung

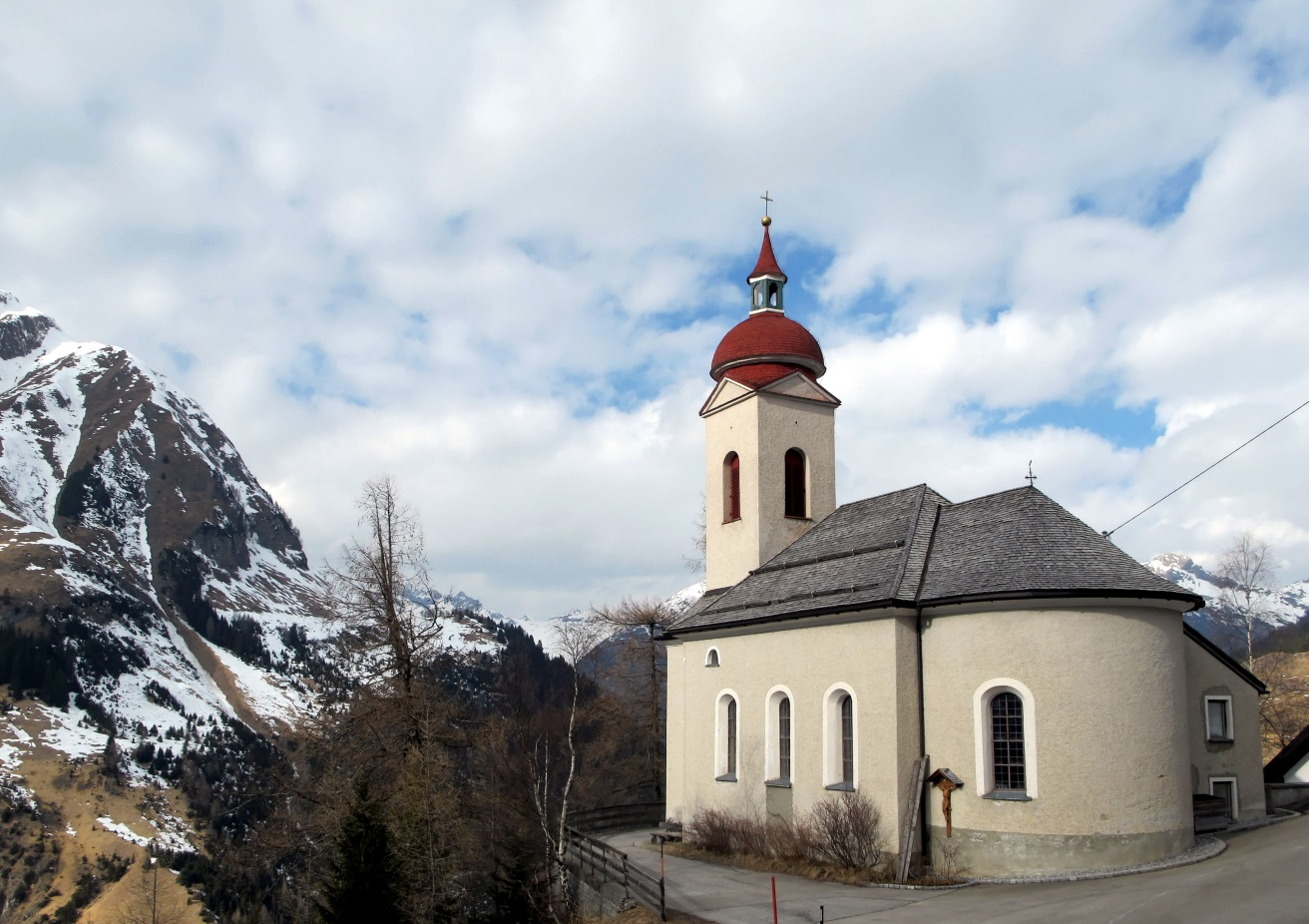
Kirche hl. Anna.

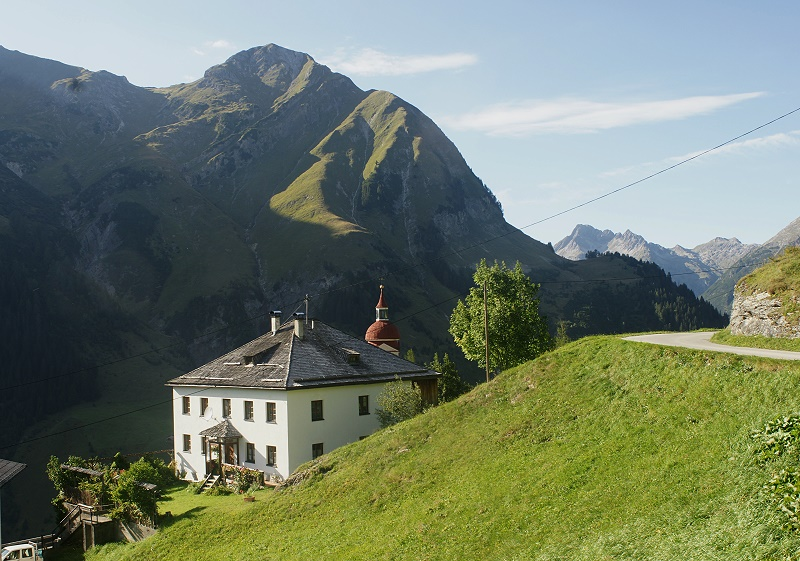
Widum, heute Wohnhaus.

EinwohnerJahr60801001201401601801860189019201950198020102040EinwohnerEinwohnerentwicklung von Kaisers

## Kultur und Sehenswürdigkeiten
- Kirche hl. Anna
- Widum
- Edelweißhaus: Ein ehemaliges Gasthaus etwas oberhalb der Kirche wurde 1936 von der Sektion Stuttgart des Deutschen Alpenvereins ersteigert und seither als Edelweißhaus betrieben.

## Wirtschaft und Infrastruktur
- Landwirtschaft: Im Jahr 2010 wurden von 17 landwirtschaftlichen Betrieben eine im Haupt-, zehn im Nebenerwerb und sechs von juristischen Personen geführt. Diese sechs bewirtschafteten beinahe neunzig Prozent der Flächen.[4]
- Arbeitsmarkt: Die Landwirtschaft beschäftigte fünf, der Produktionssektor einen Erwerbstätigen. Im Dienstleistungsbereich arbeiteten acht Personen.[5] Von den 32 im Jahr 2011 in Kaisers lebenden Erwerbstätigen pendelten 18 in die Nachbargemeinden aus.[6]

## Politik
Bekanntheit erreichte Kaisers nach den Nationalratswahl in Österreich 2002, als die ÖVP 100 % der Stimmen erreichte. Von den 55 wahlberechtigten Bürgern gaben 45 ihre Stimme ab, eine davon war ungültig und die anderen waren für die österreichische Volkspartei.

### Gemeinderat
Der Gemeinderat besteht aus 9 Volksvertretern.
| Partei                                 | 2022    | 2022    | 2016  | 2016    | 2010 | 2010    |
| Partei                                 | Prozent | Mandate | %     | Mandate | %    | Mandate |
| -------------------------------------- | ------- | ------- | ----- | ------- | ---- | ------- |
| Gemeinsam - Wir - Kaiserer (GWK)       | 78,43   | 7       |       |         |      |         |
| Gewissenhaft Kaisers orientiert (GEKO) | 21,57   | 2       |       |         |      |         |
| Gemeinschaft Kaisers                   |         |         | 86,79 | 8       |      |         |
| Die Jäger                              |         |         | 13,21 | 1       |      |         |
| Gemeindeliste                          |         |         |       |         | 100  | 9       |

### Bürgermeister
Die Bürgermeister seit 1928 waren:
- 1928–1938 Karl Pfefferkorn
- 1938–1939 Ignaz Lorenz
- 1939–1943 Remigius Walch
- 1943–1944 Ignaz Lorenz
- 1944–1965 Jakob Lorenz
- 1965–1968 Reinhard Köll
- 1968–1978 Georg Lorenz
- 1978–1998 Reinhard Köll
- 1998–2016 Markus Lorenz
- seit 2016 Norbert Lorenz[11]

### Wappen
Die Tiroler Landesregierung hat mit Beschluss vom 5. Februar 1985 folgendes Wappen verliehen: Im von Gold und Schwarz gespaltenen Schild ein gehenkelter Kessel in verwechselten Farben. Die Farben der Gemeindefahne sind schwarz-gelb.
Der Sennkessel steht für die seit Jahrhunderten wichtige Almwirtschaft.

## Persönlichkeiten
- Emanuel Walch (1862–1897), Maler